# Tauber (rivier)
De Tauber is een rivier in Duitsland. Haar bron ligt aan de westzijde van de Frankenhöhe, ongeveer 50 kilometer ten westen van Neurenberg. Dan stroomt zij in noordwestelijke richting, slingerend over de grenzen van de deelstaten Baden-Württemberg en Beieren, door de regio Franken, om na 130 kilometer bij Wertheim in de Main uit te monden.
Het Taubertal (dal van de Tauber) is onder meer bekend om haar Frankische wijn.
Bekende plaatsen aan de Tauber zijn Rothenburg ob der Tauber, Creglingen, Bad Mergentheim en Tauberbischofsheim.
- Gemeinsame Normdatei: 4059126-8
- Virtual International Authority File: 246089199
- WorldCat: E39PBJmXMtVw9CBMfqcdhDBdcP